# Upószatha
Az upószatha (szanszkrit: Upavasatha) buddhista önmegtartóztatási nap, amelyet i. e. 500 óta tartanak a vallás gyakorlói a hagyományosan buddhista országokban. Úgy tartják, hogy Buddha azt tanította, hogy az upószatha nap „a szennyezett tudat tisztítására való”, melynek eredménye belső nyugalom és öröm. Ezen a napon a világi tanítványok és a szerzetesek intenzívebben gyakorolnak, elmélyítik a tudásukat és kifejezik közösségi elkötelezettségüket a világi-egyházi kölcsönös függés mellett. Ezen a napon a világi gyakorlók tudatos erőfeszítést tesznek, hogy betartsák az öt fogadalmat vagy (hagyománytól függően) a nyolc fogadalmat. Ez Buddha tanításainak, valamint a meditáció napja.

## Önmegtartóztatási napok
A történelem során korszaktól és hagyománytól függően az upószatha napot minden holdhónapban kettőtől hat napig tartották.

### Théraváda országok
Általánosan az upószathát heti egy nap gyakorolják a théraváda országokban a négy holdállás szerint: újhold, telihold és a két negyedhold. Bizonyos helyeken, mint például Srí Lankán, csupán az újhold és a telihold upószatha napokat tartják.
Burmában upószatha (ဥပုသ် - ubot nei) napot főleg a vallásosabb buddhisták tartják meg a következő napokon: növekvő hold (လဆန်း - la hszan), telihold (လပြည့်နေ့ - la pyei nei), csökkenő hold (လဆုတ် - la hsote) és újhold (လကွယ်နေ့ - la kwe nei). A legáltalánosabbak az újhold és a telihold napjai. A gyarmatosítás előtti Burmában az upószatha nap (angolul "buddhista sabatnak nevezték) ünnepnapnak számított és a városok területein nem folytattak üzleti tevékenységet az emberek. A gyarmatosítástól kezdve azonban a heti pihenőnap szerepét a vasárnap töltötte be az upószatha helyett. Minden burmai fő buddhista ünnep upószatha napra esik, például a Thingjan, a burmai újév napja, a buddhista böjt kezdete. Ezen időszak alatt a buddhisták közül sokkal többen tartanak önmegtartóztatási napokat, mint az év egyéb időszakaiban. Az upószatha napokon a buddhista szerzetesek összegyűlnek a kolostorokban és a Prátimoksa (szerzetesi szabályzat a Vinaja-pitakában) szövegeit recitálják.

### Mahájána országok
A kínai naptárt használó mahájána országokban havonta hat napon tartanak upószatha napot, a holdhónap 8., 14., 15., 23. és utolsó két napján. Japánban ezt a hat napot úgy nevezik, hogy roku szainicsi (六斎日), azaz hatnapos böjt.

### Teliholdra eső upószatha napok elnevezései
Az upószatha napok páli nevei a naksatra (páli: nakkhatta) szanszkrit elnevezéseiből erednek.
| Hónap      | Páli        | Szanszkrit | Burmai     | Szingaléz        | Thai                    | Khmer             | Napok |
| ---------- | ----------- | ---------- | ---------- | ---------------- | ----------------------- | ----------------- | ----- |
| Január     | Phussza     | Pusja      | Pjatho     | Duruthu          | Puszaja (ปุศยะ)          | Bosz (បុស្ស)        | 30    |
| Február    | Mágha       | Maghá      | Tabodve    | Navam            | Makha (มาฆะ)            | Meak (មាឃ)         | 29    |
| Március    | Phagguna    | Phalguní   | Tabaung    | Medin (Maedhin)  | Pholkuni (ผลคุณี)         | Phagaun (ផល្គុន)    | 30    |
| Április    | Csitta      | Csitrá     | Tagu       | Bak              | Csittra (จิตรา)          | Csaet (ចេត្រ)       | 29    |
| Május      | Viszákhá    | Visákhá    | Kaszon     | Vészák           | Viszakha (วิสาขา)        | Veszak (ពិសាខ)      | 30    |
| Június     | Dzsetthá    | Dzsjestha  | Najon      | Poszon           | Csetta (เชษฐา)          | Dzsaisz (ជេស្ឋ)     | 29/30 |
| Július     | Ászálhá     | Asádhá     | Vaszo      | Eszala (Aeszala) | Aszarnha (อาสาฬหะ)      | Asad (អាសាធ)        | 30    |
| Augusztus  | Szávana     | Srávana    | Vagaung    | Nikini           | Szavana (สาวนะ)         | Szrap (ស្រាពណ៍)      | 29    |
| Szeptember | Potthapáda  | Bhádrapadá | Tavthalin  | Binara           | Phattarapratha (ภัทรปทา) | Phutrobot (ភទ្របទ) | 30    |
| Október    | Asszajudzsa | Asviní     | Thadingjut | Vap              | Asszavani (อัศวนี)        | Aszudzs (អស្សុជ)    | 29    |
| November   | Kattiká     | Krttiká    | Tazaungmon | Il               | Krittika (กฤติกา)        | Kadhek (កត្តិក)     | 30    |
| December   | Mágaszira   | Mrigasírsa | Natdav     | Unduvap          | Maruekaszira (มฤคศิระ)   | Mekaszaj (មិគសិរ)   | 29    |

## Speciális upószatha napok
Thaiföldön öt teliholdas upószatha napnak különleges jelentőséget tulajdonítanak. Ezeket púdzsának nevezik:
- Viszakha púdzsa, Viszakha upószatha vagy Vészák ("Buddha nap") - a legszentebb buddhista ünnep. Ez Buddha születésének, megvilágosodásának és parinirvánájának (halálának) napja.
- Aszalha púdzsá vagy Aszalha upószatha ("Dhamma nap"): megemlékezés Buddha legelső beszédére, "Dhammacsakka-szutta."  A három hónapos esős évszaki elvonulás az ezt követő napon kezdődik.
- Pavarana nap: az esős évszak végét jelző nap.[10]
- Ánápánaszati nap: az "Ánápánaszati-szutta" tanítás ünnepnapja.
- Mágha púdzsá vagy Mágha upószatha.

Srí Lankán ezen kívül három upószatha napnak (poja) különleges jelentősége van:
- Vészák poja
- Poszon poja - a Dzsetthá upószathának felel meg (általában júniusra esik) és a hagyományok szerint ezen a napon vezették be a buddhizmust a szigeten.
- Eszala poja  - az Aszalha upószathának felel meg (Július teliholdján), amely az első Srí Lanka-i szerzetesek beavatásának az ünnepe is egyben.[11]